# Gephyromantis rivicola
Gephyromantis rivicola – gatunek płaza bezogonowego z rodziny mantellowatych (Mantellidae). Endemit Madagaskaru, narażony na wyginięcie.

## Występowanie
Bezogonowy ten występuje jedynie na północno-wschodnim Madagaskarze. Jest więc gatunkiem endemicznym.
Nie obserwowano go nigdy wyżej niż 700 metrów nad poziomem morza. Posiada on bardzo nikłe zdolności przystosowawcze, niewystarczające do przeżycia w środowisku zmodyfikowanym działalnością ludzką. Dlatego też bytuje jedynie w pierwotnych lasach deszczowych, nie oddalając się zbytnio od strumieni. 

## Rozmnażanie
Biologia rozrodu tego stworzenia nie została poznana. W grę wchodzi typowy dla płazów sposób obejmujący stadium larwalne (tj. kijankę), a także spotykany u części innych przedstawicieli rodzaju Gephyromantis rozwój bezpośredni.

## Status
W Czerwonej księdze gatunków zagrożonych IUCN płaz ten od 2004 roku klasyfikowany jest jako gatunek narażony (VU, ang. Vulnerable).
Lokalnie występuje obficie, jednak całkowita liczebność jego populacji ulega spadkowi.